# Lasioglossum littorale
Lasioglossum littorale är en biart som först beskrevs av Blüthgen 1924.  Lasioglossum littorale ingår i släktet smalbin, och familjen vägbin. Inga underarter finns listade i Catalogue of Life.